# جان کندر
جان کندر (انگلیسی: John Kander؛ زادهٔ ۱۸ مارس ۱۹۲۷) موسیقی‌دان اهل ایالات متحده آمریکا است. او از سال ۱۹۵۷ میلادی تاکنون مشغول فعالیت بوده‌است و برندهٔ جوایزی همچون جایزه امی، نشان ملی هنر، جایزه مرکز کندی، جایزه تونی و جایزه گرمی شده‌است. از مشهورترین کارهای او می‌توان به تئاترهای موزیکال شیکاگو و کاباره اشاره کرد، که بعدها نسخه فیلم هردوی آن‌ها ساخته شد.